# Felix Aylmer

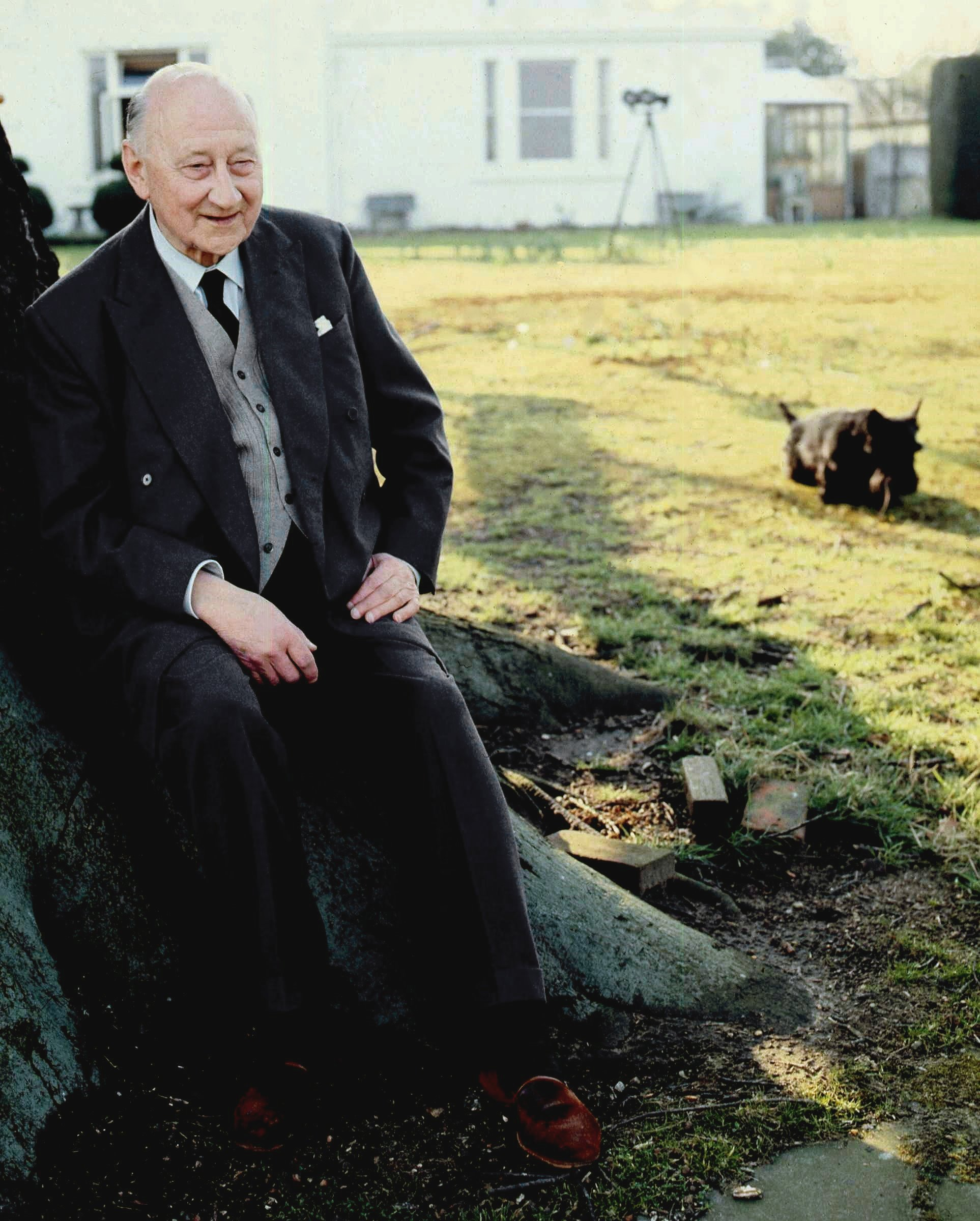
Felix Aylmer in seinem Garten (1973), Porträt von Allan Warren

Sir Felix Edward Aylmer Jones, OBE (* 21. Februar 1889 in Corsham, Wiltshire, England; † 2. September 1979 in Sussex, England) war ein britischer Theater- und Filmschauspieler.

## Leben
Aylmer wurde 1889 als Felix Edward Aylmer Jones im englischen Corsham geboren. Nach dem Besuch der Almondbury Grammar School nahe Huddersfield in West Riding of Yorkshire studierte er an der renommierten University of Oxford und war Mitglied der Oxford University Dramatic Society. 1911 feierte er sein Debüt als Theaterschauspieler im London Coliseum und gehörte später der Birmingham Repertory Company an, mit der er unter anderem den Orsino in Shakespeares Was ihr wollt spielte.
Während des Ersten Weltkriegs diente er in der britischen Royal Naval Volunteer Reserve. Nach Kriegsende trat er wieder auf der Bühne auf, wo er sich vor allem in Stücken von George Bernard Shaw einen Namen machte. Ab 1930 kam er auch beim britischen Film zum Einsatz. Dabei arbeitete er häufig mit Laurence Olivier zusammen, wie bei Hokuspokus (1930) oder den beiden Shakespeare-Verfilmungen Heinrich V. (1944) und Hamlet (1948), wo er den Polonius spielte.
In den 1950er Jahren war er auch in Hollywood ein vielbeschäftigter Charakterdarsteller, so spielte er beispielsweise in Mervyn LeRoys Quo Vadis? (1951) den Plautius, in Ivanhoe – Der schwarze Ritter (1952) den Isaac von York, in Die Ritter der Tafelrunde (1953) den Merlin oder in den preisgekrönten Filmdramen Anastasia (1956) und Getrennt von Tisch und Bett (1958). Eine seiner letzten Kinorollen hatte er 1964 in Das Haus im Kreidegarten neben Deborah Kerr als Richter McWhirrey, den er bereits acht Jahre zuvor auf der Bühne gespielt hatte. In den 1960er Jahren trat er häufiger im britischen Fernsehen auf, unter anderem als Father Anselm in 19 Folgen der BBC-Serie Oh, Brother! (1968–1970).
Von 1949 bis 1969 war er der Präsident der britischen Schauspielergewerkschaft British Actors’ Equity Association (später Equity genannt). 1950 erhielt er den britischen Verdienstorden Order of the British Empire und 1965 wurde er für seine Verdienste im Theater zum Ritter geschlagen.
Aylmer war mit der britischen Schauspielerin Cecily Byrne bis zu deren Tod im Jahr 1975 verheiratet. Aus der Ehe gingen Sohn David (1929–1964) und Tochter Jennifer hervor. Er starb 1979 im Alter von 90 Jahren in einem privaten Krankenhaus in Sussex, England.

## Filmografie (Auswahl)
Filme
- 1930: The Temporary Widow
- 1933: The Shadow
- 1933: Ahasver, der ewige Jude (The Wandering Jew)
- 1934: The Path of Glory
- 1934: The Night Club Queen
- 1934: The Iron Duke
- 1935: The Price of a Song
- 1935: She Shall Have Music
- 1936: Rhodes of Africa
- 1936: Jack of All Trades
- 1936: Tudor Rose
- 1936: Seven Sinners
- 1936: Wie es Euch gefällt (As You Like It)
- 1936: The Man in the Mirror
- 1937: Träumende Augen (Dreaming Lips)
- 1937: The Vicar of Bray
- 1937: Königin Viktoria (Victoria the Great)
- 1937: Die Ratte (The Rat)
- 1938: South Riding
- 1938: Just Like a Woman
- 1938: Gewagtes Spiel (Break the News)
- 1938: Sixty Glorious Years
- 1938: Die Zitadelle (The Citadel)
- 1939: Spies of the Air
- 1939: Young Man’s Fancy
- 1940: Der Schrecken von Marks Priory (The Case of the Frightened Lady)
- 1940: The Girl in the News
- 1940: Night Train to Munich
- 1941: The Ghost of St. Michael’s
- 1941: Major Barbara
- 1941: South American George
- 1942: Black Sheep of Whitehall
- 1942: Sabotage at Sea
- 1942: The Young Mr. Pitt
- 1943: The Peterville Diamond
- 1943: Leben und Sterben des Colonel Blimp (The Life and Death of Colonel Blimp)
- 1943: Escape to Danger
- 1943: The Demi-Paradise
- 1944: English Without Tears
- 1944: Mr. Emmanuel
- 1944: Heinrich V. (The Chronicle History of King Henry the Fift with His Battell Fought at Agincourt in France)
- 1945: The Way to the Stars
- 1945: Die Frau ohne Herz (The Wicked Lady)
- 1945: Caesar und Cleopatra (Caesar and Cleopatra)
- 1946: Die Jahre dazwischen (The Years Between)
- 1946: Paganini (The Magic Bow)
- 1947: Piratenliebe (The Man Within)
- 1947: Romanze im Süden (A Man About the House)
- 1947: Zwielicht (The October Man)
- 1947: The Ghosts of Berkeley Square
- 1948: Hamlet
- 1948: Sieg und Platz (The Calendar)
- 1948: Quartett (Quartet)
- 1949: Edward, mein Sohn (Edward, My Son)
- 1949: Alice im Wunderland (Alice au pays des Merveilles) (Sprechrolle)
- 1949: Columbus (Christopher Columbus)
- 1949: In den Klauen des Borgia (Prince of Foxes)
- 1950: Die unbekannte Zeugin (Your Witness)
- 1950: Paris um Mitternacht (So Long at the Fair)
- 1950: So ist das Leben (Trio)
- 1950: Ihren Mord soll sie haben (She Shall Have Murder)
- 1951: Die Reise ins Ungewisse (No Highway)
- 1951: Florence Nightingale – Ein Leben für den Nächsten (The Lady with a Lamp)
- 1951: Quo Vadis? (Quo Vadis)
- 1952: Ivanhoe – Der schwarze Ritter (Ivanhoe)
- 1952: Der Mann, der sich selbst nicht kannte (The Man Who Watched Trains Go By)
- 1953: Der Freibeuter (The Master of Ballantrae)
- 1953: Die Ritter der Tafelrunde (Knights of the Round Table)
- 1954: Liebes Lotterie (The Love Lottery)
- 1954: The Angel Who Pawned Her Harp
- 1955: Spider’s Web (TV-Film)
- 1956: Heirate nie in Monte Carlo (Loser Takes All)
- 1956: Anastasia
- 1957: Die heilige Johanna (Saint Joan)
- 1958: I Accuse!
- 1958: Der Spion mit den 2 Gesichtern (The Two-Headed Spy)
- 1958: Arzt am Scheideweg (The Doctor’s Dilemma)
- 1958: Getrennt von Tisch und Bett (Separate Tables)
- 1959: Die Rache der Pharaonen (The Mummy)
- 1960: Vertraue keinem Fremden (Never Take Sweets from a Stranger)
- 1960: Von der Terrasse (From the Terrace)
- 1960: Macbeth (TV-Film)
- 1960: Exodus
- 1960: Die unheimlichen Hände des Dr. Orlak (The Hands of Orlac)
- 1961: Victoria Regina (TV-Film)
- 1962: Der Weg nach Hongkong (The Road to Hong Kong)
- 1962: The Boys
- 1963: Der zweite Mann (The Running Man)
- 1964: Becket
- 1964: Das Haus im Kreidegarten (The Chalk Garden)
- 1965: Agenten lassen bitten (Masquerade)
- 1968: Decline and Fall … of a Birdwatcher
- 1969: Hostile Witness – Im Netz gefangen (Hostile Witness)
- 1983: Legend of the Champions (TV-Film)

Fernsehserien
- 1953: Douglas Fairbanks, Jr., Presents (eine Folge)
- 1959: Gefährliche Geschäfte (The Third Man) (eine Folge)
- 1962: Somerset Maugham Hour (eine Folge)
- 1965: The Walrus and the Carpenter (sechs Folgen)
- 1966: Out of the Unknown (eine Folge)
- 1967: The Troubleshooters (eine Folge)
- 1967: The World of Wooster (eine Folge)
- 1968: The Champions (eine Folge)
- 1968: Detective (eine Folge)
- 1968–1970: Oh Brother! (19 Folgen)
- 1970: Randall & Hopkirk – Detektei mit Geist (Randall & Hopkirk (Deceased)) (eine Folge)
- 1970: The Main Chance (eine Folge)
- 1972: Jason King (eine Folge)
- 1973: Oh, Father! (zwei Folgen)

## Theaterauftritte (Auswahl)
- 1912–1913: Das Wintermärchen (The Winter’s Tale) von William Shakespeare – Savoy Theatre, London
- 1918–1919: Judith von Arnold Bennett – Kingsway Theatre, London
- 1919–1920: The School for Scandal von Richard Brinsley Sheridan – Birmingham Repertory Theatre
- 1920–1930: Badger’s Green von R. C. Sherriff – Prince of Wales Theatre, London
- 1922–1923: Loyalties von John Galsworthy – Gaiety Theatre, New York
- 1925–1926: The Last of Mrs. Cheyney von Frederick Lonsdale – Fulton Theatre, New York
- 1933–1934: The Voysey Inheritance von Harley Granville-Barker – Sadler’s Wells, London
- 1934–1935: St. Joan von George Bernard Shaw – Old Vic Theatre, London
- 1935–1936: Out of the Dark von Ingram D’Abbes – Ambassadors Theatre, London
- 1937–1938: Die weiße Krankheit (Bílá nemoc) von Karel Čapek – Savoy Theatre, London
- 1937–1938: Yes and No von Kenneth Horne – Ambassadors Theatre, London
- 1938–1939: The Flashing Stream von Charles Langbridge Morgan – Lyric Theatre, London
- 1939: The Flashing Stream von Charles Langbridge Morgan – Biltmore Theatre, New York
- 1953–1954: The Prescott Proposals von Howard Lindsay  und Russel Crouse – Broadhurst Theatre, New York